# Vĩnh Lợi (phường)
Vĩnh Lợi là một phường thuộc thành phố Rạch Giá, tỉnh Kiên Giang, Việt Nam.

## Địa lý
Phường Vĩnh Lợi nằm ở phía đông nam thành phố Rạch Giá, có vị trí địa lý:
- Phía đông và phía nam giáp huyện Châu Thành
- Phía tây giáp phường Rạch Sỏi
- Phía bắc giáp huyện Châu Thành và phường An Bình.

Phường Vĩnh Lợi có diện tích 3,55 km², dân số năm 2020 là 8.238 người, mật độ dân số đạt 2.321 người/km².

## Hành chính
Phường Vĩnh Lợi được chia thành 4 khu phố: 1, 2, 3, 4.

## Lịch sử
Ngày 14 tháng 11 năm 2001, Chính phủ ban hành Nghị định số 84/2001/NĐ-CP về việc thành lập phường Vĩnh Lợi thuộc thị xã Rạch Giá trên cơ sở 398,4 ha diện tích tự nhiên và 7.659 nhân khẩu của phường Rạch Sỏi.
Ngày 26 tháng 7 năm 2005, Chính phủ ban hành Nghị định số 97/2005/NĐ-CP về việc thành lập thành phố Rạch Giá thuộc tỉnh Kiên Giang và phường Vĩnh Lợi trực thuộc thành phố Rạch Giá.

## Giao thông
Phường Vĩnh Lợi có cây cầu Quằng nằm trên trục lộ 80 bắc ngang kênh Nước Mặn, cạnh sân bay Rạch Giá, thời Pháp thuộc có một trận đánh ở đây do ông Huỳnh Thủ chỉ huy.